# District de Caidian
Le district de Caidian (蔡甸区 ; pinyin : Càidiàn Qū) est une subdivision administrative ville sous-provinciale de Wuhan, la capitale du Hubei